# Brigueil-le-Chantre
Brigueil-le-Chantre est une commune du Centre-Ouest de la France, située dans le département de la Vienne en région Nouvelle-Aquitaine.
Ses habitants sont appelés les Brigueillais.

## Géographie

### Localisation
Brigueil-le-Chantre est situé à 9 km au sud-est de La Trimouille la plus grande ville des environs, et à 61 km au sud-est de Poitiers. La commune est limitrophe du département de la Haute-Vienne.
Elle est proche du parc naturel régional de la Brenne.

### Communes limitrophes
| Saint-Léomer               | La Trimouille                     | Thollet                           |
| Bourg-Archambault          | Brigueil-le-Chantre               | Coulonges                         |
| Azat-le-Ris (Haute-Vienne) | Verneuil-Moustiers (Haute-Vienne) | Lussac-les-Églises (Haute-Vienne) |

### Géologie et relief
La région de Brigueil-le-Chantre présente un paysage de bocages et de vallées. Le terroir se compose :
- de vallées étroites et encaissées et de terrasses alluviales pour 2 % ;
- de sols limoneux sur altérite pour 56 % et de terres de brandes pour 9 % sur les plateaux du seuil du Poitou ;
- de sols sur diorites pour 20 % et de sols sur granite à deux micas pour 12 % sur les collines et les plateaux des massifs anciens.

Les entreprises artisanales utilisèrent et utilisent encore de nos jours, les ressources du sous-sol comme les tuileries et les carrières.
Le village est située en hauteur sur une ancienne falaise. Il est enserré dans un double méandre de la rivière, sur une position élevée par rapport à la vallée.

### Hydrographie
La commune est traversée par 26,5 km de cours d'eau dont les principaux sont la Benaize sur une longueur de 4,2 km, le Narablon sur une longueur de 9,2 km sur  et l'Asse sur une longueur de 13 km. Comme pour l'ensemble de la région Poitou-Charentes, la commune a vu la qualité de son eau se dégrader ces dernières années. Au déficit récurrent s'ajoute une pollution engendrée par les diverses activités humaines, notamment agricoles. Ainsi, la commune se situe en Zone de Répartition des Eaux, où l'on observe une insuffisance chronique des ressources en eau par rapport aux besoins. Par ailleurs, elle est concernée par le classement en zones sensibles, où une élimination plus poussée des paramètres azote et/ou phosphore présents dans les eaux usées est nécessaire pour lutter contre les phénomènes d’eutrophisation[réf. nécessaire].
113 mares ont été répertoriées sur l’ensemble du territoire communal (30 000 recensées dans la région de Poitou-Charentes). Elles ont été créées par l'homme, notamment pour répondre aux besoins en eau des habitants (mares communautaires), du cheptel ou à la suite d'activités extractives (argile, marne, pierres meulières). Très riches au niveau botanique, elles jouent un rôle majeur pour les batraciens (tritons, grenouilles), les reptiles (couleuvres) et les Libellules. Elles sont un élément symbolique du patrimoine rural et du maintien de la biodiversité en zone de plaine et de bocage.
Les entreprises artisanales utilisèrent et utilisent encore de nos jours l'énergie fournie par l'eau des rivières comme a pu l'attester la présence de nombreux moulins.

### Climat
Pour des articles plus généraux, voir Climat de la Nouvelle-Aquitaine et Climat de la Vienne.
Historiquement, la commune est exposée à un climat océanique limousin.  
En 2020, Météo-France publie une typologie des climats de la France métropolitaine dans laquelle la commune est exposée à un climat océanique altéré et est dans la région climatique  Poitou-Charentes, caractérisée par un bon ensoleillement, particulièrement en été et des vents modérés.
Pour la période 1971-2000, la température annuelle moyenne est de 11,7 °C, avec une amplitude thermique annuelle de 15,2 °C. Le cumul annuel moyen de précipitations est de 807 mm, avec 11,9 jours de précipitations en janvier et 7 jours en juillet. Pour la période 1991-2020, la température moyenne annuelle observée sur la station météorologique la plus proche, située sur la commune de Montmorillon à 16,96 km à vol d'oiseau, est de 0,0 °C et le cumul annuel moyen de précipitations est de 0,0 mm,. Pour l'avenir, les paramètres climatiques de la commune estimés pour 2050 selon différents scénarios d’émission de gaz à effet de serre sont consultables sur un site dédié publié par Météo-France en novembre 2022.

### Voies de communication et transports
Les gares et les haltes ferroviaires les plus proches sont :
- Lathus à 11,4 km,
- Montmorillon à 16,6 km,
- Le Dorat à 20,7 km,
- Lussac-les-Châteaux à 28,3 km

Les aéroports les plus proches :
- L'aéroport de Limoges-Bellegarde à 59,8 km,
- L'aéroport de Poitiers-Biard à 63,6 km.

## Urbanisme

### Typologie
Au 1er janvier 2024, Brigueil-le-Chantre est catégorisée commune rurale à habitat très dispersé, selon la nouvelle grille communale de densité à sept niveaux définie par l'Insee en 2022.
Elle est située hors unité urbaine et hors attraction des villes,.

### Occupation des sols
L'occupation des sols de la commune, telle qu'elle ressort de la base de données européenne d’occupation biophysique des sols Corine Land Cover (CLC), est marquée par l'importance des territoires agricoles (90,3 % en 2018), en diminution par rapport à 1990 (92,5 %). La répartition détaillée en 2018 est la suivante : 
zones agricoles hétérogènes (40,9 %), terres arables (26,8 %), prairies (22,6 %), forêts (8,3 %), milieux à végétation arbustive et/ou herbacée (0,9 %), zones urbanisées (0,5 %). L'évolution de l’occupation des sols de la commune et de ses infrastructures peut être observée sur les différentes représentations cartographiques du territoire : la carte de Cassini (XVIIIe siècle), la carte d'état-major (1820-1866) et les cartes ou photos aériennes de l'IGN pour la période actuelle (1950 à aujourd'hui).

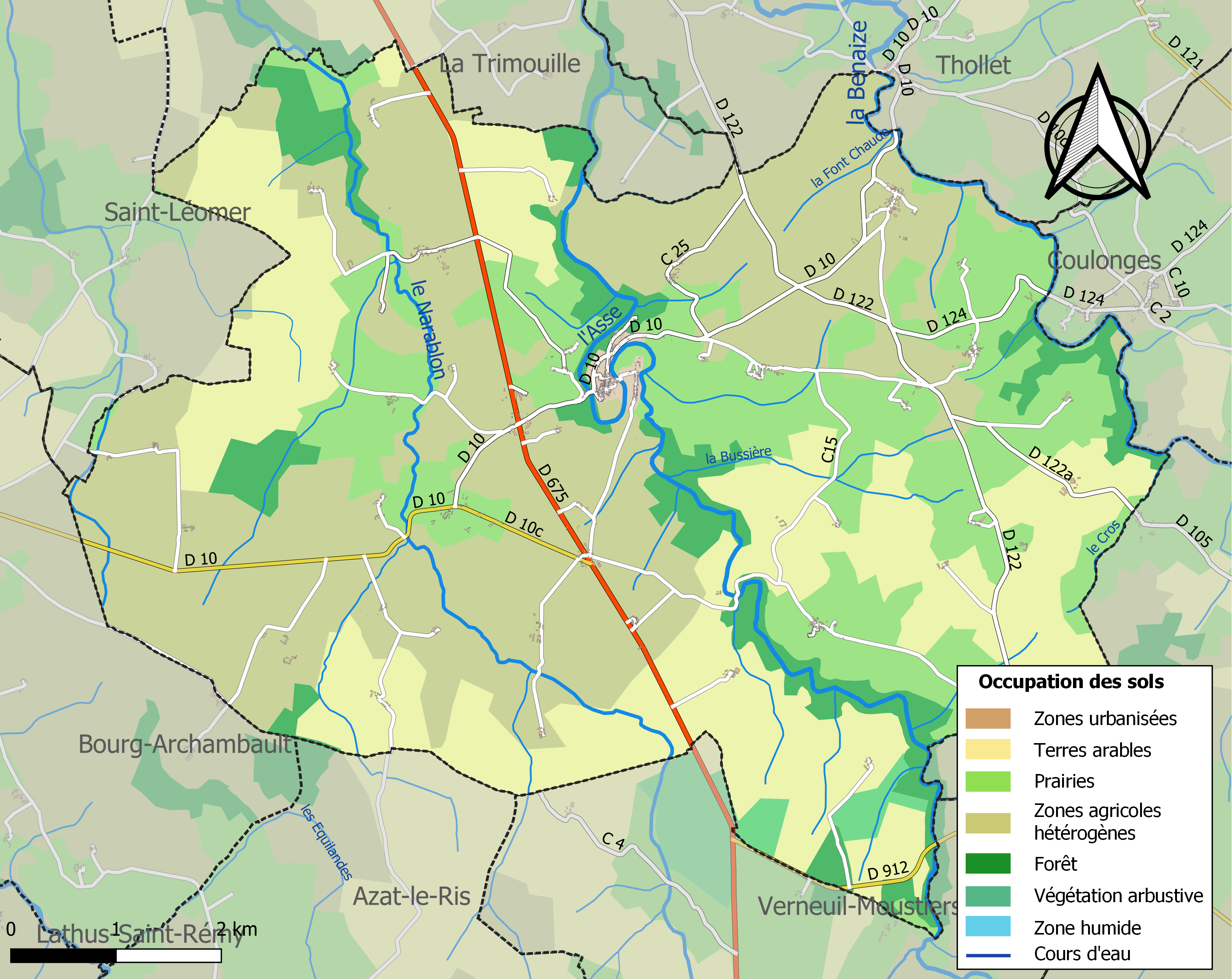
Carte des infrastructures et de l'occupation des sols de la commune en 2018 (CLC).

### Risques majeurs
Le territoire de la commune de Brigueil-le-Chantre est vulnérable à différents aléas naturels : météorologiques (tempête, orage, neige, grand froid, canicule ou sécheresse), mouvements de terrains et séisme (sismicité faible). Il est également exposé à un risque technologique,  le transport de matières dangereuses, et à un risque particulier : le risque de radon. Un site publié par le BRGM permet d'évaluer simplement et rapidement les risques d'un bien localisé soit par son adresse soit par le numéro de sa parcelle.

#### Risques naturels

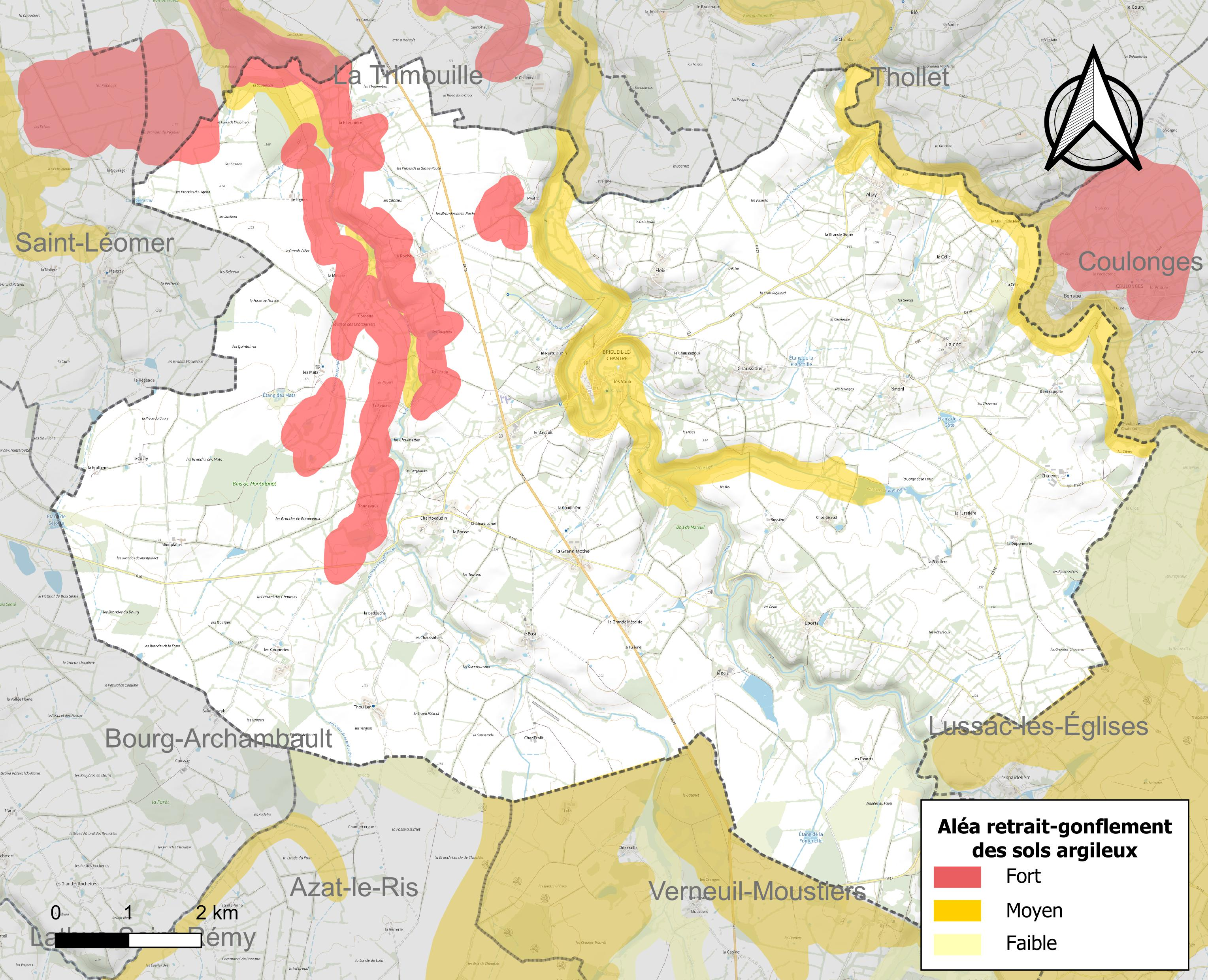
Carte des zones d'aléa retrait-gonflement des sols argileux de Brigueil-le-Chantre.

Les mouvements de terrains susceptibles de se produire sur la commune sont des affaissements et effondrements liés aux cavités souterraines (hors mines) et des tassements différentiels. Afin de mieux appréhender le risque d’affaissement de terrain, un inventaire national permet de localiser les éventuelles cavités souterraines sur la commune. Le retrait-gonflement des sols argileux est susceptible d'engendrer des dommages importants aux bâtiments en cas d’alternance de périodes de sécheresse et de pluie. 13,8 % de la superficie communale est en aléa moyen ou fort (79,5 % au niveau départemental et 48,5 % au niveau national). Depuis le 1er octobre 2020, en application de la loi ÉLAN, différentes contraintes s'imposent aux vendeurs, maîtres d'ouvrages ou constructeurs de biens situés dans une zone classée en aléa moyen ou fort,.
La commune a été reconnue en état de catastrophe naturelle au titre des dommages causés par les inondations et coulées de boue survenues en 1982, 1999, 2006, 2010 et 2016, par la sécheresse en 2018 et par des mouvements de terrain en 1999 et 2010.

#### Risque particulier
Dans plusieurs parties du territoire national, le radon, accumulé dans certains logements ou autres locaux, peut constituer une source significative d’exposition de la population aux rayonnements ionisants. Selon la classification de 2018, la commune de Brigueil-le-Chantre est classée en zone 3, à savoir zone à potentiel radon significatif.

## Habitat
L'habitat est proche du type berrichon. Il se caractérise par l'utilisation de moellons de grès calcaire et de granit, voire d'argile.
Des exemples sont visibles au hameau "Les Vaux" où des maisons d'ouvriers agricoles construites au XIXe siècle illustrent ce type d'habitat. Les maisons s'alignent de part et d'autre de la rue principale du bourg. Les maisons ont été bâties avec des matériaux locaux et couvertes de tuiles plates. L'étage servait de grenier, auquel une lucarne et une échelle donnait accès. À l'arrière de chaque maison, un jardin potager apportait un complément important à l'économie domestique. Chaque façade de maison est percée par une porte et une fenêtre qui éclaire une pièce unique. De nos jours, ce témoignage de l'habitat ancien a été altéré par des modernisations. Les maisons ont, en effet, reçu des modifications depuis les années 1950 : installation d'un escalier à l'intérieur de la maison, aménagement des combles, agrandissement des ouvertures et créations de nouvelles fenêtres.
Au hameau "Lajonc", il est possible de voir un autre type d'habitat: des maisons en pisé. L'argile étant abondante sur le territoire de la commune de Brigueil-le-Chantre, quelques maisons paysannes ont été construites en pisé, c'est-à-dire en terre glaise et en pierraille. Le soubassement est toujours en moellons pour éviter les remontées de l'humidité. Ce sont de modestes maisons paysannes, l'argile étant fragile et n'est donc pas considéré comme un produit noble. Elles datent de la fin du XVIIIe siècle ou du début du XIXe siècle.

## Toponymie
Le nom du village proviendrait:
- pour "Brigueil", soit du nom d'un propriétaire terrien du nom de Bricus, soit du gaulois "briga" qui signifie forteresse et du suffixe "ialo" qui caractérise un site défriché, une clairière ;
- pour "Chantre", du chantre (personne chargée de chanter aux offices religieux) de la collégiale Saint-Pierre du Dorat (située de nos jours dans le département de la Haute-Vienne) qui avait le patronage de l'église de cette paroisse.

Pendant la période révolutionnaire, le bourg a été dénommé Brigueil-l'Ile.

## Histoire
Comme le reste de la France, Brigueil-le-Chantre accueille favorablement les premières avancées de la Révolution française. Elle plante ainsi son arbre de la liberté, symbole de la Révolution. Il devient le lieu de ralliement de toutes les fêtes et des principaux événements révolutionnaire, comme le 14 juillet ou la fête célébrant la prise de Toulon aux Anglais.
De 1934 à 1972, le grand-prix cycliste de Brigueil-le-Chantre est une compétition réputée courue au moment de la Fête-Dieu, remportée par des champions de premier plan, dont André Darrigade.

## Politique et administration

### Liste des maires
| Période                                  | Période   | Identité            | Étiquette | Qualité |
| ---------------------------------------- | --------- | ------------------- | --------- | ------- |
| Les données manquantes sont à compléter. |           |                     |           |         |
| mars 2001                                | mars 2008 | Roselyne Ribo       |           |         |
| mars 2008                                |           | Denis Gerbaud       |           |         |
| avril 2011                               | En cours  | Françoise Porcheron |           |         |

### Instances judiciaires et administratives
La commune relève du tribunal d'instance de Poitiers, du tribunal de grande instance de Poitiers, de la cour d'appel  Poitiers, du tribunal pour enfants de Poitiers, du conseil de prud'hommes de Poitiers, du tribunal de commerce de Poitiers, du tribunal administratif de Poitiers et de la cour administrative d'appel  de Bordeaux, du tribunal des pensions de Poitiers, du tribunal des affaires de la Sécurité sociale de la Vienne, de la cour d’assises de la Vienne.

### Services publics
Les réformes successives de La Poste ont conduit à la fermeture de nombreux bureaux de poste ou à leur transformation en simple relais. Toutefois, la commune a pu maintenir le sien.

### Politique environnementale

#### Protection de l’environnement
Depuis le 22 mai 2015, la commune est signataire de la Charte Terre Saine "Votre commune sans pesticides. La charte Terre Saine Poitou-Charentes invite les communes et les établissements publics intercommunaux à participer à la réduction des pesticides et à la préservation d'un environnement sain en région Poitou-Charentes.

## Population et société

### Démographie
L'évolution du nombre d'habitants est connue à travers les recensements de la population effectués dans la commune depuis 1793. Pour les communes de moins de 10 000 habitants, une enquête de recensement portant sur toute la population est réalisée tous les cinq ans, les populations de référence des années intermédiaires étant quant à elles estimées par interpolation ou extrapolation. Pour la commune, le premier recensement exhaustif entrant dans le cadre du nouveau dispositif a été réalisé en 2006.

En 2022, la commune comptait 460 habitants, en évolution de −10,85 % par rapport à 2016 (Vienne : +0,6 %, France hors Mayotte : +2,11 %).
| 1793  | 1800 | 1806 | 1821  | 1831  | 1836  | 1841  | 1846  | 1851  |
| ----- | ---- | ---- | ----- | ----- | ----- | ----- | ----- | ----- |
| 1 000 | 756  | 971  | 1 019 | 1 164 | 1 294 | 1 301 | 1 331 | 1 372 |

| 1856  | 1861  | 1866  | 1872  | 1876  | 1881  | 1886  | 1891  | 1896  |
| ----- | ----- | ----- | ----- | ----- | ----- | ----- | ----- | ----- |
| 1 475 | 1 511 | 1 541 | 1 612 | 1 616 | 1 598 | 1 586 | 1 712 | 1 636 |

| 1901  | 1906  | 1911  | 1921  | 1926  | 1931  | 1936  | 1946  | 1954  |
| ----- | ----- | ----- | ----- | ----- | ----- | ----- | ----- | ----- |
| 1 530 | 1 511 | 1 505 | 1 379 | 1 263 | 1 205 | 1 191 | 1 098 | 1 053 |

| 1962  | 1968 | 1975 | 1982 | 1990 | 1999 | 2006 | 2011 | 2016 |
| ----- | ---- | ---- | ---- | ---- | ---- | ---- | ---- | ---- |
| 1 034 | 914  | 808  | 712  | 674  | 595  | 511  | 507  | 516  |

| 2021 | 2022 | - | - | - | - | - | - | - |
| ---- | ---- | - | - | - | - | - | - | - |
| 476  | 460  | - | - | - | - | - | - | - |

En 2008, la densité de population de la commune était de 9,4 hab./km2, 61 hab./km2 pour le département, 68 hab./km2 pour la région Poitou-Charentes et 115 hab./km2 pour la France.
Les dernières statistiques démographiques pour la commune de Brigueil-le-Chantre ont été fixées en 2009 et publiées en 2012. Il ressort que la commune administre une population totale de 509 personnes. À cela, il faut soustraire les résidences secondaires (1 personne) pour constater que la population permanente sur le territoire de la commune est de 508 habitants.
La diminution de 15 % de la population de la commune de 1999 à 2006 s’intègre dans une évolution générale à l’ensemble des communes rurales du département de la Vienne. Les zones rurales perdent de leurs habitants au profit d’une vaste région circonscrite autour des deux grandes métropoles du département : Poitiers et Châtellerault, et plus particulièrement au profit des cantons limitrophes de la préfecture.
La répartition par sexe de la population du bourg est la suivante selon l'Insee:
- en 1999 : 46,6 % d'hommes et 53,4 % de femmes.
- en 2006 : 46,8 % d'hommes et 53,2 % de femmes.

En 2006, selon l'Insee:
- Le nombre de célibataires était de : 26,6 %.
- Les couples mariés représentaient 51,5 % de la population.
- Les divorcés 4,3 %.
- Le nombre de veuves et veufs était de 17,7 %.

### Enseignement
La commune de Brigueil-le-Chantre dépend de l'Académie de Poitiers et ses écoles primaires dépendent de l'Inspection académique de la Vienne.
La commune a une école primaire publique et une école primaire privé (École primaire privée Frédéric Ozaham).

## Économie

### Agriculture
Selon la Direction régionale de l'Alimentation, de l'Agriculture et de la Forêt de Poitou-Charentes, il n'y a plus que 35 exploitations agricoles en 2010 contre 43 en 2000.
Les surfaces agricoles utilisées ont augmenté de 4 % et sont passées de 4 546 hectares en 2000 à 4 733 hectares en 2010. Ces chiffres indiquent une concentration des terres sur un nombre plus faible d’exploitations. Cette tendance est conforme à l’évolution  constatée sur tout le département de la Vienne puisque de 2000 à 2007, chaque exploitation a gagné en moyenne 20 hectares.
24 % des surfaces agricoles sont destinées à la culture des céréales (blé tendre essentiellement mais aussi orges et maïs), 7 % pour les oléagineux (colza et tournesol), 2 % pour les protéagineux et plus particulièrement les pois, 48 % pour le fourrage et 14 % reste en herbes.
23 exploitations en 2010 (contre 28 en 2000) abritent un élevage de bovins (3 665 têtes en 2010 contre 3 346 en 2000). C’est un des troupeaux de bovins les plus importants de la Vienne qui rassemblent 48 000 têtes en 2011. 18 exploitations en 2010 (contre 26 en 2000) abritent un élevage d'ovins (6 134 têtes en 2010 contre 10 831 têtes en 2000). Cette évolution est conforme à la tendance globale du département de la Vienne. En effet, le troupeau d’ovins, exclusivement destiné à la production de viande, a diminué de 43,7 % de 1990 à 2007,.
La transformation de la production agricole est de qualité et permet aux exploitants d’avoir droit, sous conditions, aux appellations et labels suivants :
- Veau du Limousin (IGP),
- Agneau du Limousin (IGP),
- Agneau du Poitou-Charentes (IGP),
- Porc du Limousin (IGP),
- Volailles du Berry (IGP),
- Jambon de Bayonne (IGP),
- Beurre Charentes-Poitou (AOC),
- Beurre des Charentes (AOC),
- Beurre des Deux Sevres (AOC).

### Commerce
Selon l'Insee, en 2012, il restait une épicerie et deux boulangeries.

### Activité
Le taux d'activité était de 63,2 % en 2006 et 63,4 % en 1999.
Le taux de chômage en 2006 était de 9,4 % et en 1999 il était de 15,7 %.
Les retraités et les pré-retraités représentaient 44,6 % de la population en 2006 et 31,6 % en 1999.

## Culture locale et patrimoine

### Lieux et monuments

#### Patrimoine civil
- Brigueil-le-Chantre est un ancien bourg fortifié dont subsistent deux portes du XIVe siècle et la base d'un donjon carré du XIIe siècle dont le haut s'est effondré au XVIIIe siècle.
- Il est possible de voir les restes du château du XVIIe siècle avec une tour couverte de bardeaux. C'est une technique de couverture dont il ne subsiste que peu d'exemples.
- Le cimetière abrite la base d'une lanterne des morts de l'époque médiévale.
- Le château de Mareuil date du XVe siècle. Il a été restauré au XIXe siècle. C'est un ancien fief relevant de la baronnie de Montmorillon. Le château domine la vallée de l'Asse, comme l'ancienne forteresse de Peutro ou le château ruiné de Fleix. ces forteresses construites à la fin du Moyen Age sont un témoignage du climat d'insécurité lié à la position frontalière de Brigueil entre le Poitou anglais et la Berry français, à la guerre de Cent Ans et à la présence des Grandes Compagnies.

#### Patrimoine religieux
L'église Saint-Hilaire est une puissante construction de style roman tardif homogène. Elle est de style limousin.
Elle a été construite au sommet du plateau escarpé et dans le périmètre de l’enceinte fortifiée. Elle était intégrée au système défensif du bourg. Elle dominait l’ancien gué du lieu-dit « Les Planches » qui permet l’accès aux hameaux et aux carrières de granit. Il en permettait, aussi, la surveillance et la perception de taxes.
L’église est un édifice sobre. Sa façade est appareillée en pierre taillée. Le reste est construit en moyen appareil régulier de granit multicolore sauf pour les flancs de la nef qui sont en petit appareil. L’ensemble est soigné.
Elle possède un beau portail de style gothique. Il est placé du côté sud selon une formule dont on retrouve d'autres exemples dans la région confolentaise. Il présente dans le ressaut des voussures, trois tores en arc brisé qui retombent sur des colonnettes de même dimension. Le porche de l'église Saint-Hilaire est très proche de celui de l'église Saint-Maxime de Confolens. Ces deux portails datent du XIIIe siècle.
Le clocher, carré, à trois étages en retrait, a été reconstruit au XIXe siècle.
La nef est unique. Elle est composée de trois travées dont une pour le porche. La chaire à prêcher est en bois sculpté. Elle date du XVIIIe siècle. Elle est, de nos jours, reléguée dans la tribune. À l’origine, elle était encastrée dans la colonne engagée du mur gouttereau, au nord de la nef. Sa position symbolique, en hauteur, avait pour objectif de donner un poids accru au prêche du prêtre dit en langue vulgaire et non en latin comme le reste de la messe. La chaire a échappé aux destructions de la révolution française, ce qui ne fut pas le cas du reste du mobilier et de la croix du cimetière. Pendant cette période trouble, le curé est mis en prison et le grand chantre du Dorat, natif de Brigueuil, est déporté sur l’île de Ré en 1793.
Le chœur est profond. Ses voûtes sont en berceau brisé. Il est éclairé par un triplet en tiers-point. La base des murs est recouverte de lambris en bois clair, découpés en panneaux ornés de motifs de serviettes repliées. Elles datent du XVe siècle. De part et d’autre  du chœur, une stalle de style Louis XV termine ces lambris. Elles étaient à l’origine peintes. Elles sont classées depuis 1966 au titre des Monuments Historiques.
Le chevet est plat.
L'église est inscrite comme Monument Historique depuis 1937.

### Patrimoine naturel
La commune contient quatre zones naturelles d'intérêt écologique, faunistique et floristique (ZNIEFF) qui couvrent 1 % de la surface communale:
- La Vallée de l'Asse,
- L’étang de la Planchille,
- La Prairie de Lasse,
- La Vallée du Salleron.

Par ailleurs, un site naturel de la commune bénéficient de protections issues d'engagements internationaux relevant de la directive habitats-faune-flore. Il s'agit de la Vallée du Salleron.
La vallée de l'Asse est protégé au titre des Espaces Naturels Sensibles (ENS) et elle couvre moins de 1 % de la surface communale.

#### L'étang de Planchille
L’étang de la Planchille est situé, à mi chemin entre les vallées de l’Asse et de la Benaize. L’étang de la Planchille est un petit plan d’eau situé sur un plateau d’altitude modeste (moins de 200 mètres), ceinturé par une prairie pâturée et inséré dans un paysage de bocage typique de cette région située aux confins des collines granitiques du Limousin tout proche. Dans cette zone qui appartient déjà géologiquement au socle cristallin de la bordure nord-occidentale du Massif Central, les sols sont constitués des produits de l’érosion du socle sous-jacent, des altérites sablo-argileuses profondes, acides et hydromorphes.
L’étang, de création ancienne, est alimenté par 2 ruisselets naissant de sources toutes proches qui l’alimentent avec des eaux relativement pauvres en nutriments  et à pH acide. En l’absence d’entretien ou d’exploitation piscicole, il a été colonisé par une végétation aquatique et amphibie d’une grande originalité.
L’élément botanique majeur du site est sans conteste la présence du Trèfle d'eau, une plante à affinités montagnardes, très rare dans la région de Poitou-Charentes. Cette Gentianacée est une plante aquatique robuste, à feuilles typiquement divisées en 3 lobes ovales, émettant au printemps une grappe simple de fleurs blanc rosé, à pétales étalés-réfléchis et fortement barbus. Cette espèce occupe typiquement les marges d’étangs tourbeux au comblement desquels elle contribue grâce à ses rhizomes flottants qui forment de grands radeaux flottants et peuvent, dans certains cas, occuper toute la surface du plan d’eau. Le Trèfle d’eau est une plante disséminée dans toute la France, plus commune dans le nord et en montagne. Dans le département de la Vienne, l’espèce est très rare.
Sur les rives de l’étang, le ményanthe est accompagné par plusieurs autres plantes inféodées aux eaux peu profondes et acides et de répartition localisée : c’est le cas de la Renoncule à feuilles de lierre, une petite renoncule amphibie à fleurs blanches qui trouve là son unique site connue en 2008 dans tout le département, et de l’Utriculaire citrine, une curieuse plante aquatique carnivore dont les feuilles modifiées sont dotées de vésicules capables de piéger et de digérer les micro-invertébrés du milieu aquatique.
La prairie humide attenante, richement fleurie, abrite également plusieurs espèces végétales peu communes telles que le Trèfle étalé, l’Orchis à fleurs lâches ou le Myosotis des bois et contribue à former avec l’étang un ensemble d’une grande qualité  esthétique.
La faune du site n’est pas connue en 2008.

#### La vallée du Salleron
La vallée du Salleron est un site classé zone naturelle d'intérêt écologique, faunistique et floristique (ZNIEFF). Le site intègre une grande partie du cours de la rivière qui est  un affluent de l’Anglin ainsi que ses affluents. Le Salleron est une petite rivière d’eaux vives avec une forte dénivellation depuis ses sources jusqu’à la confluence avec l’Anglin. Ses eaux sont de bonne qualité et bien oxygénées. Son lit est riche en sédiments grossiers (sables et graviers). Son bassin versant est à dominante forestière et bocagère et il est encore peu touché par l’intensification agricole.
L’intérêt biologique du site, qui justifie son classement et sa protection, réside dans la présence importante de la Lamproie de Planer qui est un poisson menacé de disparition  dans toute l’Europe. La Lamproie de Planer exige des eaux de très bonne qualité et des sédiments à granulométrie moyenne à grossière pour vivre et se reproduire.
De nos jours, les principales menaces sur cet environnement fragile sont: un ralentissement anormal du courant qui modifierait le tri mécanique des sédiments, ou une pollution chimique (toxiques, métaux lourds) ou organique (eutrophisation par surcharge des eaux en nutriments provoquant une pullulation d’algues et une réduction de l’oxygène dissous). La création d’étangs destinés à la pêche le long du cours du Salleron constitue un risque important du aux vidanges des étangs. Elles pourraient, en effet,  transférer des maladies aux lamproies, provoquer un réchauffement des eaux du Salleron et introduire des espèces piscicoles exotiques. De même, la transformation des prairies naturelles du bassin versant en cultures céréalières intensives pourrait avoir d’importantes répercussions sur la balance trophique et sédimentaire des eaux (apport d’engrais et de produits phytosanitaires), voire, en cas d’irrigation, sur les débits en période d’étiage.
La présence d’une petite population de Cistude d’Europe, une espèce de tortue, est un autre facteur important justifiant la protection du site. Cette tortue aquatique connaît, en effet, un déclin alarmant dans toute l’Europe de l’Ouest. Elle est victime de la disparition des zones humides ou de leur fragmentation, de la dégradation de la qualité des eaux et de l’introduction d’espèces exotiques comme la Tortue de Floride, les écrevisses américaines, ou le ragondin.